# Милош Крстовић
Милош Крстовић је српски позоришни, филмски и ТВ глумац, а од 2017. до 2021. године директор Књажевско-српског театра.

## Биографија
Рођен 17. септембра 1976. године у Крагујевцу. Дипломирао глуму на Факултету уметности у Приштини 2001. године у класи Милана Плећаша.
Глумом почео да се бави 1992. године у Театру „Адут“ при КУД Абрашевић у Крагујевцу, код редитеља Петра Говедаровића. У представама Књажевско-српског театра игра од 1997. године. Од 1. до 29. јуна 2008. године завршио 2. Међународну летњу позоришну школу (више квалификације) Савеза позоришних радника Руске федерације, Звењигород, Москва. Одлуком Скупштине града Крагујевца, 7. априла 2017. године именован је за директора Књажевско-српског театра.

## Каријера
У матичној кући режирао је представу Yahoo по мотивима Зоолошке приче Едварда Олбија, а у Позоришту за децу Магарећу кожу по тексту Зорана Петровића. Поред тога, режирао је још неколико професионалних представа, свечаних академија, манифестација и програма. Остварио више улога у Позоришту за децу у Крагујевцу. У Крушевачком позоришту играо је у представи Хасанагиница Љ. Симовића. Учествовао у поемама Похвала животу групе аутора, Сто за једног М. Станковића, Туговање М. Стојиловића, Уста светилишта Б. Хорвата, Поглед из сна Ж. Ђорђевића, Стрељани град А. Сантоликвидо, Између неба и земље В. Стевановића, Игре бројева М. Демића и Нисам крив што сам жив Ђ. Милосављевића на Великом школском часу у Шумарицама. Игра монодраму Човек ил’ камен према књизи Саше Живановића-Шумадинца "Мој деда Мијаило" у продукцији Госпојинских свечаности из Крагујевца. Остварио улоге у ТВ серијама Село гори а баба се чешља, Немањићи – рађање Краљевине и Ургентни центар.

## Награде и признања
Добио је Награду за неговање сценског језика као члан ансамбла представе Ко се боји Вирџиније Вулф на Позоришним сусретима „Јоаким Вујић“ у Шапцу, 2000. године. Играјући у представама Позоришта за децу, освојио је Награду за најбољег младог глумца за улогу Пастира (Бајка о цару и пастиру) на Фестићу у Београду, 2001. године и Награду за партнерску игру (Храбри оловни војник) на Међународном фестивалу „Златна искра“ у Крагујевцу, 2004. године. Награду за глумачко остварење за улогу Милера (Код лепог изгледа) добио је на Позоришним сусретима „Јоаким Вујић“ у Крагујевцу, 2005. године.
Матична кућа даровала га је Прстеном са ликом Јоакима Вујића за изузетна остварења и уметнички рад, 2006. године. Награђен је као део ансамбла представе Клуб Нови светски поредак за колективну игру на Јоаким ИнтерФесту у Крагујевцу 2009. године. Добио је Годишњу награду Књажевско-српског театра за 2011. годину. На Комедија фесту у Зворнику добио је Награду за најбољу мушку улогу за улогу Тома (Моје бивше, моји бивши Д. Ц. Џексона) 2013. године. Награду „Спомен на глумца“ за најбољег глумца вечери за улогу Александра Обреновића (Зелени зраци Горана Марковића) добио је на Глумачким свечаностима „Миливоје Живановић“ у Пожаревцу 2014. године.

## Улоге
У Књажевско-српском театру остварио следеће улоге:
- Мојсеј (Ј. Зупанц, Огњена купина),
- Паша (Љ. Разумовска, Драга Јелена Сергејевна),
- Лари (Л. Вилсон, Запали ме),
- Ђак-Наредник Драган Спасић (С. Јаковљевић, На леђима јежа),
- Алексеј (Н. Кољада, Мурлин Мурло),
- Марка (Ђ. Бруно, Дангубе), Ник (Е. Олби, Ко се боји Вирџиније Вулф?),
- Ивица (Браћа Грим, Ивица и Марица),
- Стојан (М. Настасијевић, Код Вечите славине),
- Миш (К. Стојановић, Ми-Ши-Ко и Ми-Ши-Сан),
- Мали монах (Б. Брехт, Галилејев живот),
- Танасије Димитријевић (Б. Нушић, Ожалошћена породица),
- Чедомир (М. Ојданић, Живот је све што те снађе),
- Пингле (Ж. Фејдо, Хотел „Слободан промет“),
- Директор и Тата (Л. Андрејев/А. Червински/С. Бекет, Реквијем),
- Милер (Е. фон Хорват, Код лепог изгледа),
- Адолф Берман (Ђ. Милосављевић, Контумац или Берман и Јелена),
- Алекса (Ј. С. Поповић, Лажа и паралажа),
- Јордаке (Ј. Л. Карађале, Карневалски призори),
- Ђурђе Исаковић (М. Црњански, Сеобе),
- Бартоломео (М. Јаноушек, Гусари),
- Димитрије Давидовић (Д. Поповић, Конак у Крагујевцу),
- Чеда (Б. Нушић, Госпођа министарка),
- Николас (Х. Пинтер/Х. Милер/Платон, Клуб Нови светски поредак),
- Јеремија (Ђ. Милосављевић, Ђаво и мала госпођа),
- Менто Папо (Н. Брадић, Ноћ у кафани Титаник),
- Алан (Р. Бин, Један човек, двојица газда),
- Том (Д. Ц. Џексон, Моје бивше, моји бивши),
- Љуба Јовановић Жгебе (Р. Васић, Хладњача за сладолед),
- Провидни господин Паолино (Л. Пирандело, Човек, звер и врлина),
- Џем Финч (Х. Ли, Убити птицу ругалицу),
- Александар Обреновић (Г. Марковић, Зелени зраци),
- Председник (Н. Брадић, Принцип суперстар – Месечари),
- Бернар (М. Камолети, Пиџама за шесторо, копродукција са Краљевачким позориштем),
- Велики Бранко (Б. Ћопић, Башта сљезове боје), Деметар (В. Шекспир, Сан летње ноћи),
- Војницки (А. П. Чехов, Ујка Вања),
- Старац (отац/деда/свекар) (П. Михајловић, Двеста).
- Младожења (Ј.С. Поповић, Женидба и удадба).